# Pedro Fernández Baca
Pedro Fernández Baca (Paruro, 1824 - Perú, ?) fue un abogado y político peruano. 
Fue elegido diputado por la provincia de Paruro entre 1868 y 1871 durante el gobierno de José Balta y reelecto en 1872 durante el gobierno de Manuel Pardo. Fernández Baca fue un fiel seguidor del presidente Manuel Pardo e impulsor de su candidatura en el Cusco.
En 1873 fue rector del Colegio Nacional de Ciencias y Artes del Cusco.